# Nelima morova
Nelima morova is een hooiwagen uit de familie Sclerosomatidae.